# Einsiedel (Naila)
Einsiedel (früher Untereichenstein genannt) ist ein Gemeindeteil der Stadt Naila im Landkreis Hof (Oberfranken, Bayern). Einsiedel liegt in der Gemarkung Marxgrün.

## Geografie
Der Weiler bildet mit Brand im Süden und Hölle im Osten eine geschlossene Siedlung. Diese liegt an der Selbitz. Die Staatsstraße 2198 führt an Kupferbühl vorbei nach Issigau (2,3 km nordöstlich) bzw. über Hölle zur Staatsstraße 2195 (0,4 km südwestlich).

## Geschichte
Untereichenstein gehörte zur Realgemeinde Eichenstein. Gegen Ende des 18. Jahrhunderts bestand Untereichenstein aus einem Anwesen. Die Hochgerichtsbarkeit hatte das bayreuthische Stadtvogteiamt Hof. Das Rittergut Eichenstein war Grundherr des Gutes.
Von 1797 bis 1810 unterstand Einsiedel dem Justiz- und Kammeramt Hof. Infolge des Ersten Gemeindeedikts wurde Einsiedel dem 1812 gebildeten Steuerdistrikt Issigau und der zugleich entstandenen Ruralgemeinde Reitzenstein zugewiesen. Im Zuge der Gebietsreform in Bayern wurde Einsiedel am 1. Mai 1978 nach Naila eingemeindet.

### Einwohnerentwicklung
| Jahr      | 1871  | 1885  | 1900   | 1925   | 1950   | 1961   | 1970   | 1987  |
| Einwohner | 4     | 7     | 33     | 6      | 21     | 11     | 7      | 27    |
| Häuser    |       | 1     | 2      | 2      | 1      | 1      |        | 7     |
| Quelle    | [ 8 ] | [ 9 ] | [ 10 ] | [ 11 ] | [ 12 ] | [ 13 ] | [ 14 ] | [ 1 ] |

## Religion
Einsiedel ist evangelisch-lutherisch geprägt und bis heute nach St. Simon und Judas (Issigau) gepfarrt.